# Гонимов, Илья Александрович
Илья Александрович Гонимов (настоящая фамилия Горош; 18 декабря 1875, с. Кайнес Режицкого уезда Витебской губернии — 24 августа 1966, Донецк) — русский советский писатель.

## Биография
Родился 18 декабря 1875 года в семье бедного еврейского учителя в селе Кайнес Режицкого уезда Витебской губернии (в настоящее время Латвия, недалеко от Даугавпилса).
В детстве начал работать в Вильно в мастерской медника. С 1895 года работал частным учителем. Параллельно занимался самообразованием, и за три года сдал экстерном экзамены за курс реального училища после чего работал сельским учителем в Сувалкской и Витебской губерниях.
В 1908 году попал в Донбасс. Сначала жил в Юзовке, затем перебрался в Алчевск, где жил следующие 12 лет. Работал на шахте, давал уроки, получил профессию наборщика в местной типографии.
Первую повесть «Разбитое стекло» написал в 1908 году, но цензор не пропустил её в печать.
В начале 20-х годов Илья Александрович отправился в Харьков. Работал в издательстве «Украинский рабочий», где опубликовал свой первый рассказ «Степан Легионово». Жил в доме «Слово». Член Союза писателей СССР с 1934 года.
После статьи Максима Горького 1931 года в газете «Правда», где предлагалось создать серию «История фабрик и заводов», задумал написать историю Юзовки, тогда уже Сталино. Совместно с Николаем Афанасьевичем Ледянко написал «Пробные главы истории Сталинского металлургического завода им. Сталина. 1934», а в 1937 году вышла книга «Старая Юзовка».
Во время Великой Отечественной войны был в эвакуации в Самарканде. В 1946 году из эвакуации переехал в Сталино, где до конца жизни совершенствовал книгу «Старая Юзовка».

## Произведения
Роман
- «Стеклодувы» (1929)

Повести
- «Шахтарчук» (1930)
- «Дранг нах остен» (1932)
- «Старая Юзовка» (1937)
- «Афонькина любовь» (1938)
- «На берегу Кальмиуса» (1940, 1962)
- «Повести и рассказы» (1956)
- «Рубец на серце» (1943—1957)

Рассказы
- «Соль земли» (1933)
- «Цыганчук» (1940)
- «Мой герой» (1943)
- «Эола» (1945)
- «Банкет у Юза» (1947)

Пьесы
- «Шутки Мефистофеля» (1941)
- «Не верю» (1947)

Стихи, статьи, заметки:
- «На призыв Родины» (1942)
- «Матросы боролись за мир» (1951)
- «Основное задание — творчество» (1954)

## Память
В Ленинском районе Донецка в честь Гонимова назван проспект. Личные вещи писателя хранятся в музее истории донецкого металлургического завода. На доме, в котором жил Илья Александрович установили мемориальную доску, но она со временем исчезла.

Личные вещи Ильи Гонимова в музее истории донецкого металлургического завода
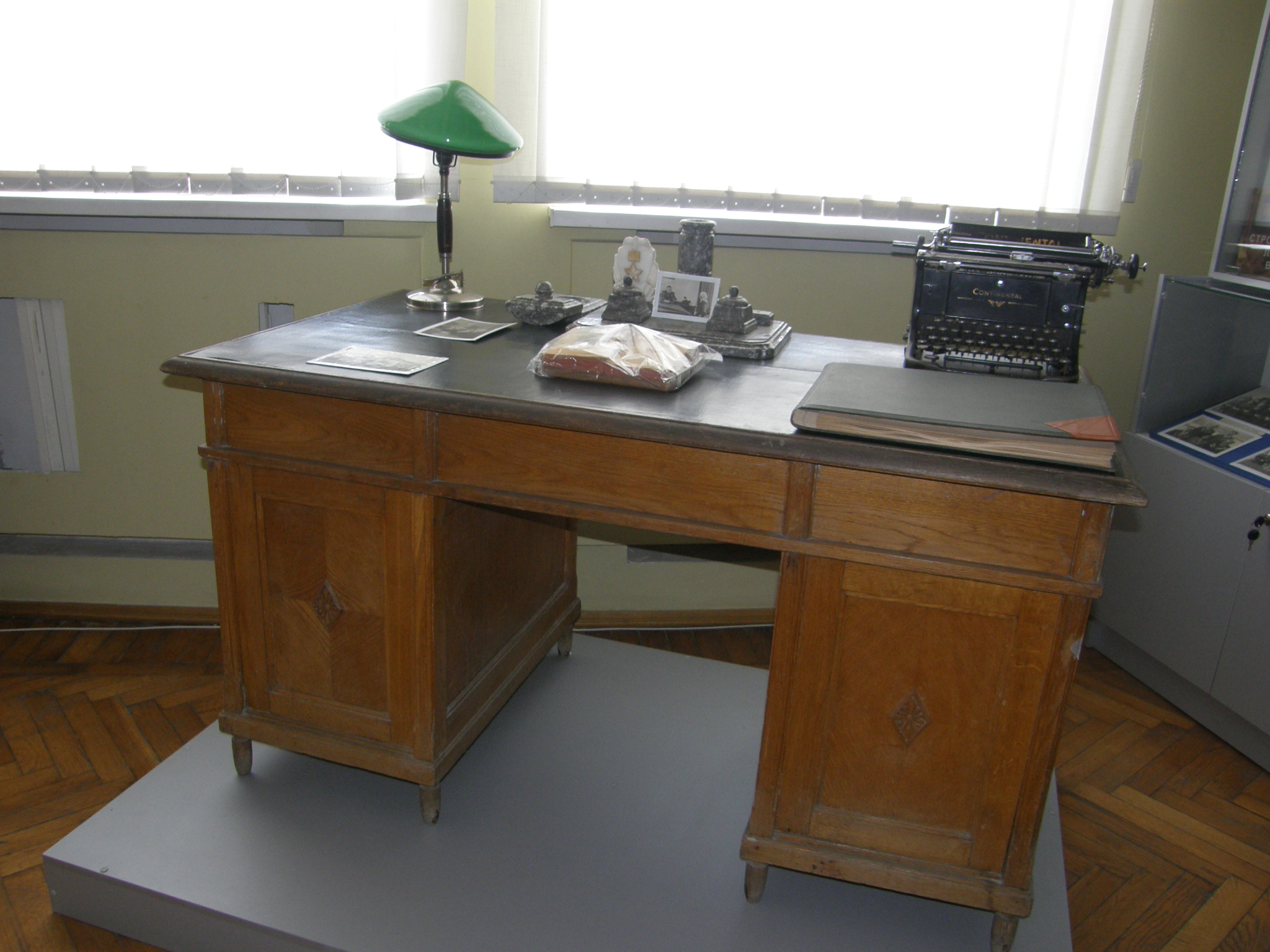
Письменный стол
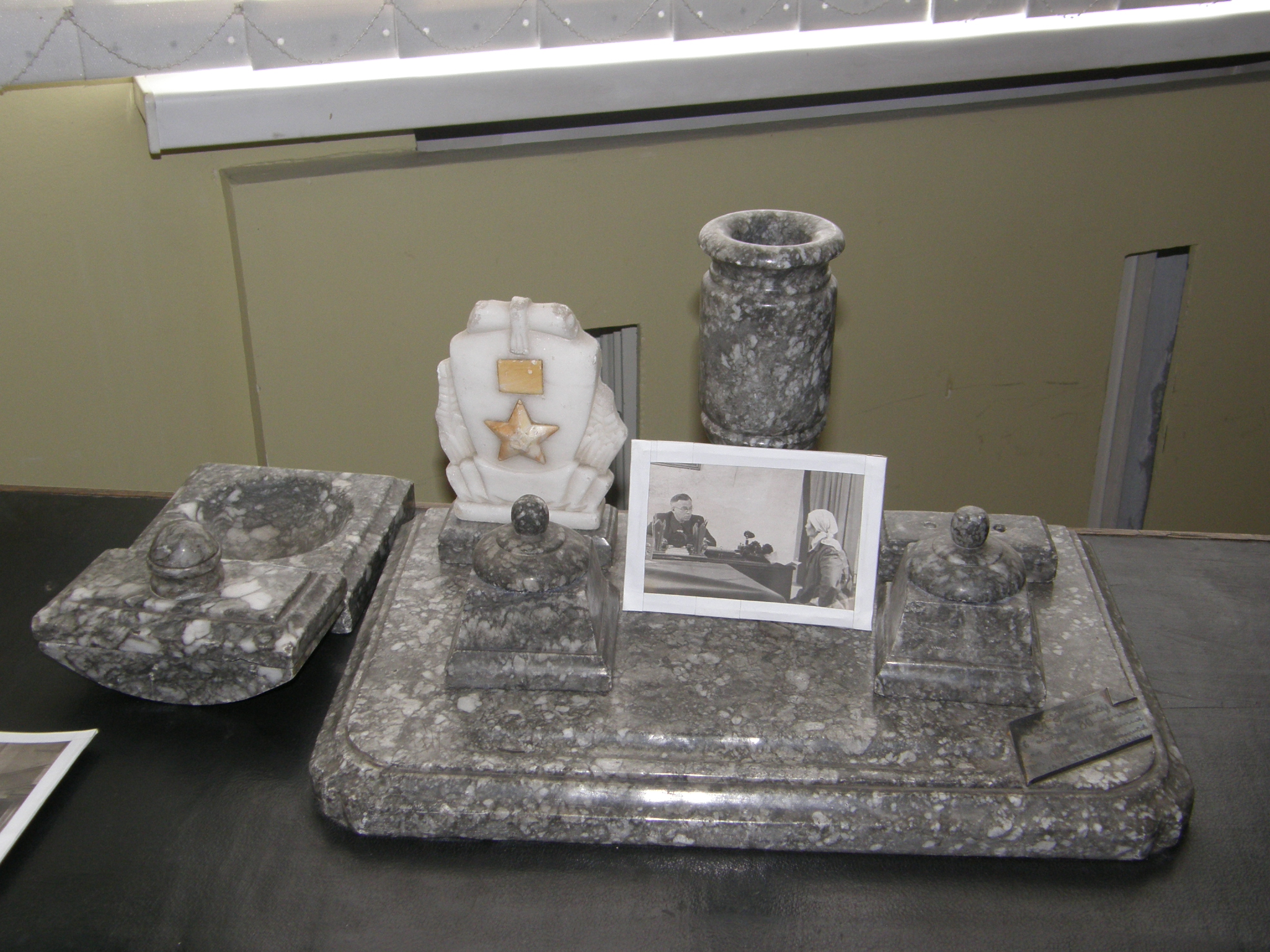
Письменный прибор
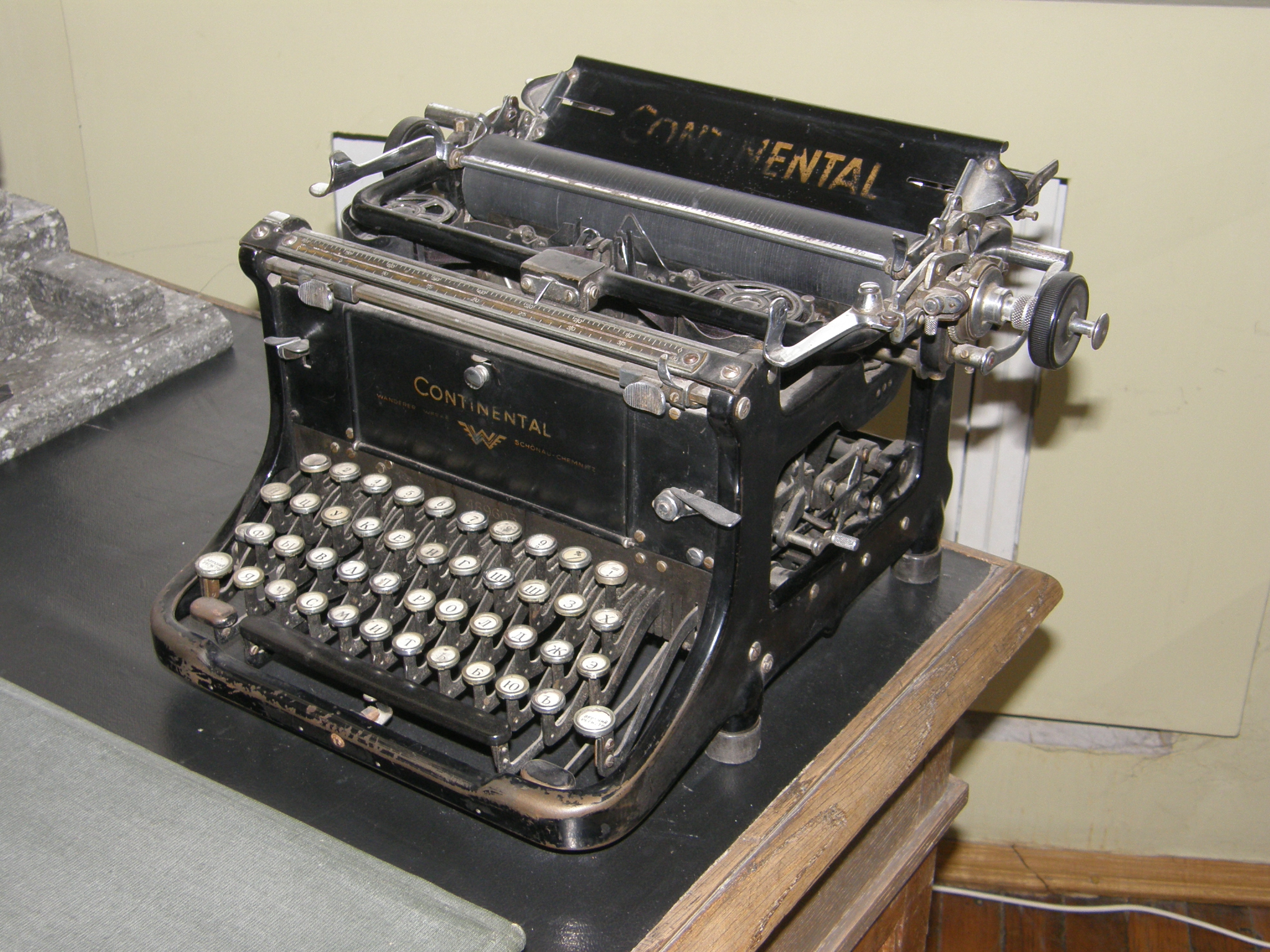
Пишущая машинка
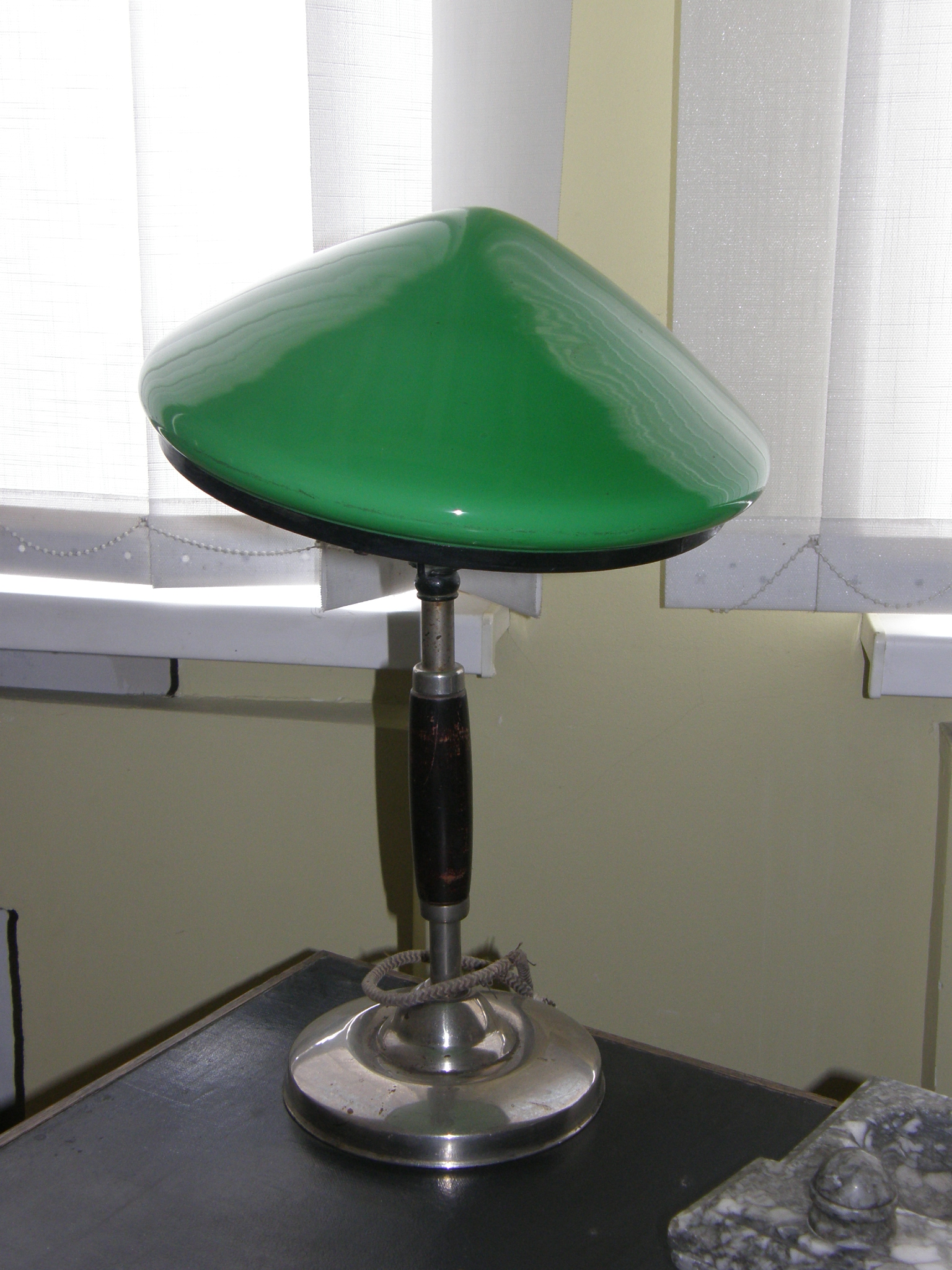
Настольная лампа
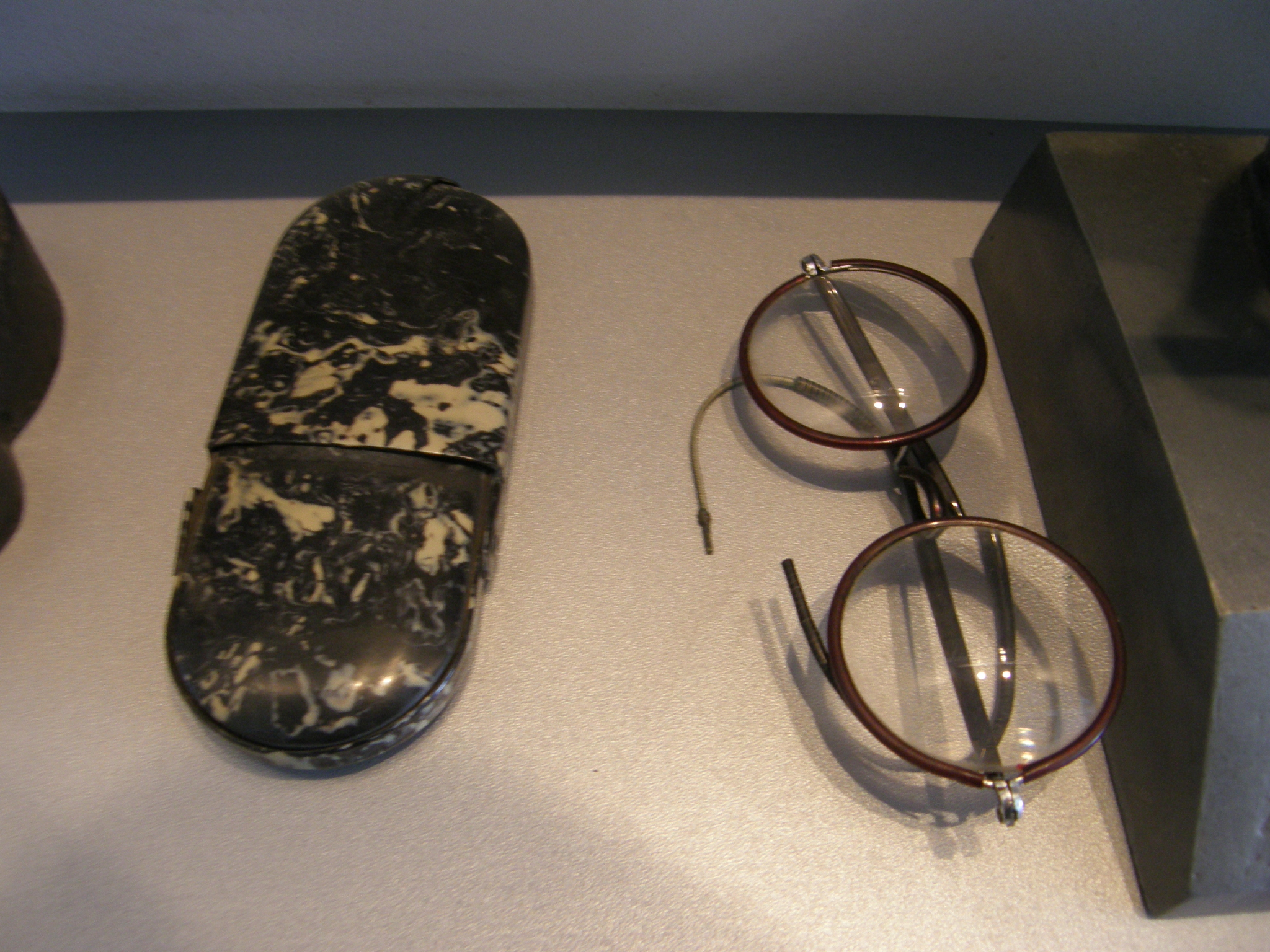
Очки